# パシュー県
パシュー県（パシューけん）は中華人民共和国チベット自治区チャムド市の県の一つ。

## 歴史
清代に設置された八宿宗を前身とする。1960年に八宿県に改編された。

## 行政区画
4鎮、10郷を管轄：
- 鎮：白瑪鎮、バンダ鎮（幇達鎮）、然烏鎮、同卡鎮
- 郷：郭慶郷、拉根郷、益慶郷、吉中郷、卡瓦白慶郷、吉達郷、夏里郷、擁郷、瓦郷、林卡郷

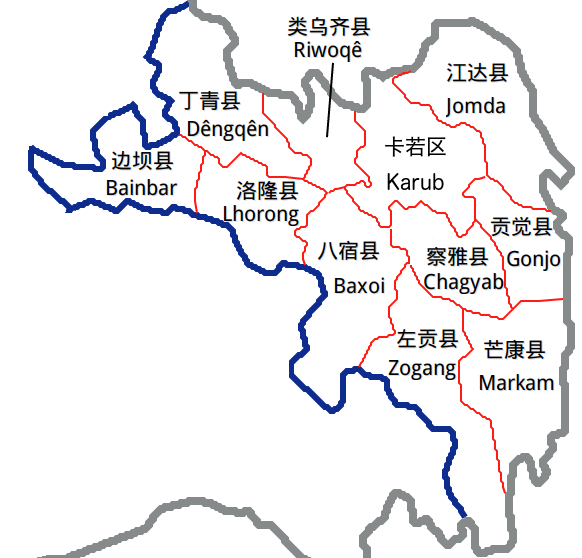
チャムド地区の行政区画

## 交通

### 航空
- チャムド・バンダ空港

### 道路
- 国道
  - G214国道
  - G318国道

## 参考資料
- A. Gruschke: The Cultural Monuments of Tibet’s Outer Provinces: Kham - Volume 1. The Xizang Part of Kham (TAR), White Lotus Press, Bangkok 2004. ISBN 974-480-049-6
- Tsering Shakya: The Dragon in the Land of Snows. A History of Modern Tibet Since 1947, London 1999, ISBN 0-14-019615-3